# Бенджамін Лінкольн
Бенджамін Лінкольн (англ. Benjamin Lincoln; 24 січня 1733, Гінгем, Массачусетс, Британська Америка — 9 травня 1810, Гінгем, Массачусетс, США) — американський воєначальник, генерал-майор, учасник Війни за незалежність США, перший міністр оборони США у 1781—1783 роках.

## Біографія
Народився у сім'ї полковника американського колоніального ополчення, був шостою дитиною в сім'ї. Батько майбутнього генерала, Бенджамін Лінкольн-старший, був доволі заможною і впливовою людиною.
Під впливом батька вступив у 1755 році в ряди колоніального ополчення, брав участь у Семилітній війні та війнах з індіанцями. Дослужився до підполковника 3-го полку міліції Саффолка. У 1772 році був обраний представником міста Гінгем у провінціальній Асамблеї Массачусетса.

### Війна за незалежність США
Лінкольн із самого початку бойових дій брав участь у боротьбі з британцями. Будучи делегатом Конгресу він входив у склад Комітету з безпеки і на цій посаді займався постачанням американських військ під Бостоном.
Із січня 1776 року — генерал-майор ополчення, начальник берегової оборони штату Массачусетс. У битві за Лонг-Айленд командував бригадою ополчення в складі армії генерала Вашингтона. Прикривав відступ Вашингтона з Нью-Йорка восени 1776 року. Із 14 лютого 1777 року — генерал-майор Континентальної армії. У 1778 році брав участь у битві під Саратогою, яка закінчилася перемогою американців.
Із вересня 1778 року — командувач американських військ на Півдні США. На цій посаді діяв невдало, був розбитий під Саванною британськими військами генерала Клінтона. У травні 1780 року був оточений британцями у Чарльстоні і був змушений капітулювати. Ця поразка стала однією з найтяжчих поразок американців за весь час Війни за незалежність. Після капітуляції перебував у британському полоні.
У вересні 1780 року обміняний на полоненого британського генерала Вільяма Філіппса. Повернувся на військову службу, був заступником Вашингтона під час облоги Йорктауна.
Після війни входив у склад Товариства Цинцинната, був очільником відділення цього товариства у штаті Массачусетс.

### Політична кар'єра
У 1781—1783 роках — військовий секретар (міністр оборони) США. Був першим очільником військового відомства США, сформував апарат міністерства оборони, керував демобілізацією американської армії після завершення Війни за незалежність.
У 1787 році керував придушенням повстання Шейса. У 1789 році висунув свою кандидатуру на перших виборах президента США, але набрав лише один голос виборщиків. У 1788—1789 роках — губернатор Массачусетса, у 1789—1809 роках — директор Бостонського порту. Помер у своєму будинку у Гінгемі, там же й похований.